# Torpedo Moskau
Der FK Torpedo Moskau (russisch ФК Торпедо Москва) ist ein Fußballverein aus der russischen Hauptstadt Moskau, der seit der Saison 2022/23 wieder in der Premjer-Liga spielt. Die Vereinsfarben sind Schwarz-Weiß. Der Klub wurde drei Mal Meister auf nationaler Ebene und erreichte ebenfalls drei Mal einen europäischen Viertelfinal.

## Geschichte

### Namensentwicklung
Der Klub wurde 1924 gegründet und trug folgende Namen:
- RDPK (Rabotschi Dworez «Proletarskaja Kusniza», deutsch Arbeiterpalast „Proletarische Schmiede“, 1924–1931)
- AMO (Awtomobilnoje moskowskoje obschtschestwo, deutsch Moskauer Automobilgesellschaft, 1931–1932)
- SiS (Sawod imeni Stalina, deutsch Stalinwerk, 1933–1935)
- Torpedo (1936–1995)
- Torpedo-Luschniki (1996–1997)
- Torpedo (seit 1998)

### Sowjetunion
Die Mannschaft war während der Sowjetzeit die Werksmannschaft der SIL/ЗиЛ-Automobilwerke und spielte im Torpedo-Stadion. 1938 debütierte Torpedo in der höchsten sowjetischen Spielklasse. Die Schwarz-Weißen hatten ihre erfolgreichste Zeit in den 1950er- und 1960er-Jahren, als Eduard Strelzow (der „russische Pelé“) bei ihnen spielte. Der Verein gewann drei Sowjetische Meistertitel (1960, 1965, Herbst 1976) und sechs Sowjetische Pokalwettbewerbe (1949, 1952, 1960, 1968, 1972, 1986). 1966 war Torpedo die erste Fußballmannschaft aus der Sowjetunion, die an der Austragung des Europapokals der Landesmeister teilnahm. In der Saison 1966/67 schied Torpedo allerdings bereits in der ersten Runde gegen den späteren Finalisten Inter Mailand nach einer 0:1-Auswärtsniederlage und anschließendem 0:0-Heimunentschieden aus. In der Spielzeit 1988 belegte Torpedo in der Wysschaja Liga den dritten Platz hinter den ukrainischen Vertretern von Dnjepr Dnjepropetrowsk (Meister) und Dynamo Kiew (Vizemeister), wodurch Torpedo die erfolgreichste russische Mannschaft jener Spielzeit war. Außerdem erreichte Torpedo das Pokalfinale, das gegen den ukrainischen Verein Metalist Charkow mit 0:2 verloren wurde. Auch in der folgenden Spielzeit wurde das Pokalfinale erreicht und diesmal gegen den Vorjahresmeister Dnjepr Dnjepropetrowsk mit 0:1 verloren.
Torpedo erreichte bisher drei Mal das Viertelfinale in Europapokal-Wettbewerben. Im UEFA-Pokal 1990/91 erreichte Torpedo über GAIS Göteborg, den FC Sevilla und den AS Monaco das Viertelfinale, in dem die Mannschaft sich dem dänischen Vertreter Brøndby IF erst im Elfmeterschießen geschlagen geben musste.
In der ewigen Tabelle der sowjetischen Liga belegt Torpedo den fünften Platz.

### Russland
Nach dem Zerfall der Sowjetunion war Torpedo 1992 eines der Gründungsmitglieder der neu entstandenen russischen Premjer-Liga. 1993 holte der Verein den letzten nationalen Titel, als im Pokalfinale der ZSKA Moskau nach einem 1:1 in der Verlängerung im Elfmeterschießen mit 5:3 bezwungen werden konnte. Im Jahre 1996 verkaufte SIL die Mannschaft. Nachdem SIL 1997 eine neue Mannschaft, Torpedo Moskau, ins Leben rief, gab es eine Zeit lang in Moskau zwei Mannschaften mit dem Namen Torpedo, wobei die damalig neue Mannschaft (ehemals FK Moskau) bis 2002 den Beinamen SIL und danach Metallurg trug. SIL gründete dann 2003 erneut nach 1997 den FK Torpedo-ZIL Moskau. Galt Torpedo zu Sowjetzeiten noch als der vierte Verein in Moskau (hinter Spartak, ZSKA und Dynamo), so ist der Verein in der postkommunistischen Zeit auch noch schnell hinter Lokomotive zurückgefallen. Inzwischen galt sogar sein „eigentlicher Bruderverein“ FK Moskau (wie Torpedo von der Autofabrik SIL gegründet) als populärer, wofür es zwei Gründe gab: zum einen spielte der FK Moskau bis zu seinem freiwilligen Rückzug im Jahr 2010 in der höchsten Spielklasse, während Torpedo seit dem Abstieg von 2006 bis 2014 nur noch unterklassig spielte. Zum anderen spielte der FK Moskau aber auch im alten Torpedo-Stadion, das mittlerweile in Eduard-Strelzow-Stadion umbenannt wurde. Somit befand sich dessen Heimat in jenem Gebiet, in dem ursprünglich Torpedo beheimatet war. So kam es schließlich zur Aufspaltung der alten Torpedo-Fanszene. Einige Fans blieben dem alten Namen treu und gingen fortan ins Luschniki-Stadion, während andere dem Stadion treu blieben und sich fortan die Spiele des FK Moskau ansahen. Wiederum andere besuchten fortan die Spiele beider Vereine.
2008 stieg Torpedo als 18. der 1. Division ab, schaffte es nicht rechtzeitig, sich für die 2. Division anzumelden und musste demzufolge in der obersten Amateurklasse, der Moskauer Amateurstadtliga, spielen. Der Club schaffte durch den Gewinn der Amateurstadtmeisterschaft im Jahre 2009 den sofortigen Wiederaufstieg. Anschließend konnte die Mannschaft die Staffelmeisterschaft der 2. Division gewinnen und in das Perwenstwo FNL aufsteigen. In der Saison 2013/14 belegte das Team den dritten Tabellenplatz im Perwenstwo FNL, der zur Teilnahme an den Relegationsspielen gegen Krylja Sowetow Samara berechtigte. Torpedo ging als Sieger aus den beiden Partien hervor (2:0, 0:0) und schaffte somit nach achtjähriger Abstinenz die Rückkehr in das russische Fußballoberhaus. In der Saison 2014/15 belegte die Mannschaft nach einem guten Start und Erfolg versprechendem Verlauf (am 21. Spieltag belegte sie noch den 12. Platz der Tabelle) doch noch den vorletzten Tabellenplatz und sollte somit wieder in die zweite Liga absteigen. Allerdings zog der Verein sich aufgrund von finanziellen Schwierigkeiten aus dem Perwenstwo FNL zurück und spielte in der Saison 2015/16 stattdessen in der drittklassigen Regionalliga mit der Bezeichnung Perwenstwo PFL Zentrum/Mitte. Aus diesem Grund verließen zahlreiche Spieler das nunmehr unterklassige Torpedo, entsprechende Leistungsträger konnten nicht ersetzt werden, da die finanziellen Möglichkeiten nicht mehr vorhanden waren. 2019 gelang die Rückkehr in das russische Unterhaus. In den Jahren 2020 und 2021 wurde der Aufstieg in die höchste Liga noch knapp verpasst, 2022 schaffte Torpedo dann als Meister der Perwenstwo FNL 2021/22 nach 7 Jahren die Rückkehr ins Oberhaus.

## Stadion
Der Verein trug seine Heimspiele von 1978, mit mehrjährigen Unterbrechungen, bis 2021 im Eduard-Strelzow-Stadion aus. Aufgrund des Verkaufs des alten Vereins durch die Autofabrik SIL entstand ein neuer Verein, der später unter der Bezeichnung FK Moskau auftrat und das Recht hatte, im Eduard-Strelzow-Stadion zu spielen. Somit war die reaktivierte Torpedo-Mannschaft gezwungen, ins Olympiastadion Luschniki (UEFA-Stadionkategorie 4) umzuziehen, das wegen der inzwischen relativ geringen Popularität der Mannschaft bei den Moskauer Fußballfans stark überdimensioniert war.
Ab Ende 2021 begann der vollständige Abriss des Komplexes. An gleicher Stelle soll bis 2025 ein neues Stadion entstehen.

## Erfolge

### National
- Meister:
  - Sowjetunion (3×): 1960, 1965, Herbst 1976
- Pokalsieger:
  - Sowjetunion (6×): 1949, 1952, 1960, 1968, 1972, 1986
  - Russland (1×): 1993

### International
- Viertelfinalist Europapokal der Pokalsieger (2×): 1967/68, 1986/87
- Viertelfinalist UEFA-Pokal (1×): 1990/91

## Trainer
- Sergei Buchtejew (1932–1934)
- Sergei Buchtejew (1937–1939)
- Konstantin Kwaschnin (1939–1940)
- Wiktor Maslow (1942–1948)
- Konstantin Kwaschnin (1949–1950)
- Nikolai Morosow (1953–1955)
- Konstantin Beskow (1956)
- Wiktor Maslow (1957–1961)
- Nikolai Morosow (1963)
- Wiktor Marijenko (1964–1966)
- Nikolai Morosow (1967)
- Walentin Iwanow (1967–1970)
- Wiktor Maslow (1971–1973)
- Walentin Iwanow (1973–1978)
- Wladimir Salkow (1979–1980)
- Walentin Iwanow (1980–1991)
- Juri Mironow (1992–1994)
- Walentin Iwanow (1994–1996)
- Alexander Tarchanow (1997–1998)
- Walentin Iwanow (1998)
- Witali Schewtschenko (1999–2002)
- Sergei Petrenko (2002–2006)
- Georgi Jarzew (2007)
- Rawil Sabitow (2007–2008)
- Wjatscheslaw Dajew (2008–2009)
- Sergei Pawlow (2010)
- Igor Tschugainow (2010–2012)
- Boris Ignatjew (2012–2013)
- Wladimir Kasakow (2013)
- Alexander Borodjuk (2013–2014)
- Nikolai Sawitschew (2014)
- Waleri Petrakow (2014–2016)
- Wiktor Bulatow (2016–2017)
- Igor Kolywanow (2017–2019)
- Sergei Ignaschewitsch (2019–2021)
- Alexander Borodjuk (2021–2022)
- Andrei Talalajew (2022–)

## Bekannte ehemalige Spieler
| Russland und Sowjetunion - Dinijar Biljaletdinow - Denis Bojarinzew - Dmitri Borodin - Dmitri Chochlow - Sergei Gorlukowitsch - Kirill Kombarow - Andrei Lunjow - Pawel Mamajew - Alexander Panow - Denis Popow - Igor Semschow - Igor Smolnikow - Konstantin Syrjanow - Andrei Talalajew - Igor Tschugainow - Juri Tischkow - Dmitri Wjasmikin - Leonid Burjak - Walentin Iwanow - Grigori Janez - Ansor Kawasaschwili - Wiktor Lossew - Slawa Metreweli - Leonid Ostrowski - Nikolai Pissarew - Juri Sawitschew - Sergei Schawlo - Eduard Strelzow - Wjatscheslaw Tschanow - Waleri Woronin | GUS und ehemalige Sowjetunion - Roman Beresowski - Jerwand Krbaschjan - Enar Jääger - Dmitri Kruglov - Andres Oper - Andrei Stepanov - Vladimir Voskoboinikov - Sergei Zenjov - Edgars Gauračs - Juris Laizāns - Ignas Dedura - Edgaras Jankauskas - Saulius Klevinskas - Aidas Preikšaitis - Valdas Trakys - Arsen Awakow - Alexander Heinrich - Farchadbek Irismetow - Andrej Lauryk - Dsmitryj Ljanzewitsch - Anton Puzila - Maksim Ramaschtschanka - Juryj Schaunou | Europa - Amir Spahić - Emir Spahić - Arnór Smárason - Goran Blažević - Artim Položani - Adam Kokoszka - Marcin Kuś - Grzegorz Piechna - George Florescu - Nikola Jolović - Dalibor Stevanović | Rest der Welt - Ivan Franjic - Abdou Jammeh |

## Die Kader von Torpedos Meistermannschaften
| 1960 Tor - Jewgeni Rudakow Abwehr - Alexander Medakin - Leonid Ostrowski - Wiktor Schustikow Mittelfeld - Walentin Denissow - Nikolai Manoschin - Waleri Woronin Angriff - Boris Batanow - Juri Falin - Gennadi Gussarow - Walentin Iwanow - Slawa Metreweli - Oleg Sergejew Trainer - Wiktor Maslow |  | 1965 Tor - Ansor Kawasaschwili Abwehr - Wjatscheslaw Andrejuk - Wjatscheslaw Maruschko - Wladimir Sarajew - Wiktor Schustikow Mittelfeld - Wladimir Brednew - Alexander Lenew - Jewgeni Wassiljew - Waleri Woronin Angriff - Boris Batanow - Walentin Iwanow - Wladimir Michailow - Wladimir Schtscherbakow - Oleg Sergejew - Eduard Strelzow Trainer - Wiktor Marijenko |  | Herbst 1976 Tor - Anatoli Jelisarow - Anatoli Sarapin Abwehr - Wladimir Beloussow - Wladimir Buturlakin - Wiktor Kruglow - Juri Mironow - Sergei Prigoda Mittelfeld - Waleri Filatow - Alexei Jeskow - Wladimir Jurin - Jewgeni Khrabostin - Sergej Petrenko - Wladimir Sutschilin - Nikolai Wassiljew Angriff - Alexei Belenkow - Sergei Grischin - Wladimir Sacharow Trainer - Walentin Iwanow |

## Erläuterungen / Einzelnachweise
1. ↑  kicker online, Moskau steigt aus, 5. Februar 2010
2. ↑  «Торпедо» вернулось в элиту российского футбола спустя восемь лет (Memento vom 23. Mai 2014 im Internet Archive)
3. ↑  Начавшийся снос стадиона Эдуарда Стрельцова продлится три месяца - Москвич Mag - 08.11.2021. 8. November 2021, abgerufen am 9. November 2023 (russisch).
4. ↑  Torpedos Kader 1960 gemäß weltfussball.de
5. ↑  Torpedos Kader 1965 gemäß weltfussball.de
6. ↑  Torpedos Kader 1976 gemäß weltfussball.de